# Gaetano Petrosemolo
Gaetano Petrosemolo (* 3. April 1914 in Rom; † unbekannt) war ein italienischer Journalist und Filmregisseur.
Petrosemolo arbeitete seit 1941 als Journalist und beschäftigte sich gelegentlich, aber immer wieder, mit dem Kino. Dabei stellte er einige Kurzfilme her, aber auch 1952 den spielfilmlangen Film La trappola di fuoco, in dem er das Thema Brandbekämpfung behandelte. Neun Jahre später folgte mit I giganti del cielo, den er auch produzierte und schnitt, eine dokumentarische Untersuchung der zeitgenössischen Fortschritte in der Luft- und Raumfahrt.